# Jimmy Djimrabaye
Jimmy Djimrabaye (Bangui, 8 aprile 1992) è un cestista centrafricano.

## Carriera
Con la Rep. Centrafricana ha disputato sei edizioni dei Campionati africani (2009, 2011, 2013, 2015, 2017, 2021).